# Yves Verwaerde
Yves Verwaerde, né le 16 mai 1947 à Roubaix (Nord) et mort le 12 décembre 2015 à Boulogne-Billancourt (Hauts-de-Seine), est un homme politique français.

## Biographie

### Carrière politique
- 1967 - 1975 : Fondateur et membre des Jeunes républicains indépendants dans l'Eure puis animateur de ce mouvement en Seine-Saint-Denis[2]
- 1975 - 1976 : Chargé de mission des Républicains indépendants en Bretagne
- 1976 - 1977 : Chargé de mission au Parti républicain
- 1977 - 1978 : Délégué national adjoint du Parti républicain chargé de l'organisation
- 1979 - 1982 : Délégué national du Parti républicain chargé des fédérations
- 1979 - 1981 : Délégué national de l'UDF chargé des fédérations
- Fin des années 1980 : Membre du bureau politique du Parti républicain

### Affaire Elf
Le 21 novembre 2007, il fut condamné par la 9e chambre de la cour d'appel de Paris à 18 mois de prison, dont 8 fermes. Yves Verwaerde était le seul condamné à être rejugé dans ce volet principal de l'affaire Elf, qui a valu des peines de prison ferme à l'ancien numéro un d'Elf, Loïk Le Floch-Prigent, à André Tarallo ou à Alfred Sirven. D'après l'accusation, Yves Verwaerde, ex-salarié d'Elf en Afrique, était titulaire d'un compte bancaire en Suisse sur lequel des dizaines de millions de dollars détournés du groupe auraient été versés dans les années 1990. La cour a jugé que l'ancien eurodéputé avait bien perçu d'Alfred Sirven, ancien directeur des affaires générales d'Elf, une somme de 1,764 million de dollars (soit 1,2 million d'euros), qui lui avait permis d'acheter une villa à Ibiza. Pour sa défense, Yves Verwaerde a affirmé que ces fonds servaient à financer le principal parti d'opposition au régime angolais, l'UNITA, dont il était un sympathisant.

## Mandats et fonctions

### Mandats parlementaires
- 2 mai 1993 - 21 avril 1997 : Député de la 18e circonscription de Paris
- 19 juillet 1994 - 19 juillet 1999 : Député européen

### Mandats locaux
- 6 mars 1983 - mai 1993 : Conseiller de Paris du 18e arrondissement de Paris
- 16 mars 1986 - novembre 1989 : Conseiller régional d'Île-de-France

### Autre fonction
- janvier 1981 - décembre 1982 : Expert au Conseil économique et social